# Naturschutzgebiet Chruiterre
Das Naturschutzgebiet Chruiterre (auf der jüngeren Landeskarte Chruitärrä) war eine Bergwiese in der Gemeinde Blatten im Schweizer Kanton Wallis, die im Bundesinventar der Trockenwiesen und -weiden von nationaler Bedeutung (TWW) als Naturschutzgebiet ausgewiesen und in der Weltdatenbank der Schutzgebiete verzeichnet ist.
Beim verheerenden Bergsturz von Blatten vom 28. Mai 2025 wurde das Schutzgebiet in katastrophaler Weise geschädigt. Eine riesige, vom gegenüberliegenden Berg heruntergefallene Gesteins- und Eismasse erreichte über den Talboden hinweg auch den nordwestlichen Berghang des mittleren Lötschentals und zerstörte als wuchtiger Murgang die gesamte Fläche des Naturschutzgebiets. Die Bodenschicht mit den Lebensgemeinschaften von Pflanzen und Tieren und viele Bäume auf der Wiese und im angrenzenden Wald wurden fortgerissen. Der oberste, weniger steile Bereich der Zone «Chruiterre» wurde von Schuttmassen zugedeckt, während der untere, steile Abschnitt als offener, partiell von Gestein überschütteter Felshang zurückblieb.

## Name
Der Walliserdeutsche Lokalname «Chruiterre» kommt in mehreren Gemeinden des Oberwallis vor und bedeutet einen «Landschaftsteil mit Kraut», womit verschiedenartige, als Viehfutter gemähte Pflanzen gemeint sind.

## Beschreibung
Die etwas mehr als drei Hektar grosse geschützte Bergwiese befand sich am gegen Südosten ausgerichteten, steilen Berghang südwestlich des Dorfes Blatten im Lötschental. Das Schutzgebiet lag in einer grossen Wiesenfläche beim Weiler Weissenried. Es erstreckte sich am Hang über dem Fluss Lonza von rund 1550 m ü. M. bis über die Strasse von Blatten nach Weissenried auf eine Höhe von 1720 m ü. M. Östlich schloss das Waldgebiet des «Bleetzuwaldes» an, nördlich die Wiesen «Leeweidä» und «Bifig», westlich die «Bordmattä» und südlich die Gebiete «Bleetza», «Waldmad» und, östlich an der Kantonsstrasse, «Zen Mischthefnin».
Das Wiesland am steilen, oft besonnten und trockenen Berghang auf flachgründigem, stellenweise felsigem Boden bestand, weil es über Jahrhunderte nicht beweidet worden war, zu grossen Teilen aus Magerrasen. Verschiedene Zonen wurden durch die Untersuchungen für das Bundesinventar als trockener Halbtrockenrasen oder steppenartiger Trockenrasen identifiziert. Einzelne Bäume und Sträucher wuchsen auf der Wiese, die auch durch Lesesteinhaufen und Trockenmauerwerk geprägt war.
Im artenreichen Grasland wurden bei botanischen Untersuchungen von besonderen Gefässpflanzen untere anderem die Jupiternelke (Silene flos-jovis) und der Purpurklee (Trifolium rubens) nachgewiesen.

## Schutzziele

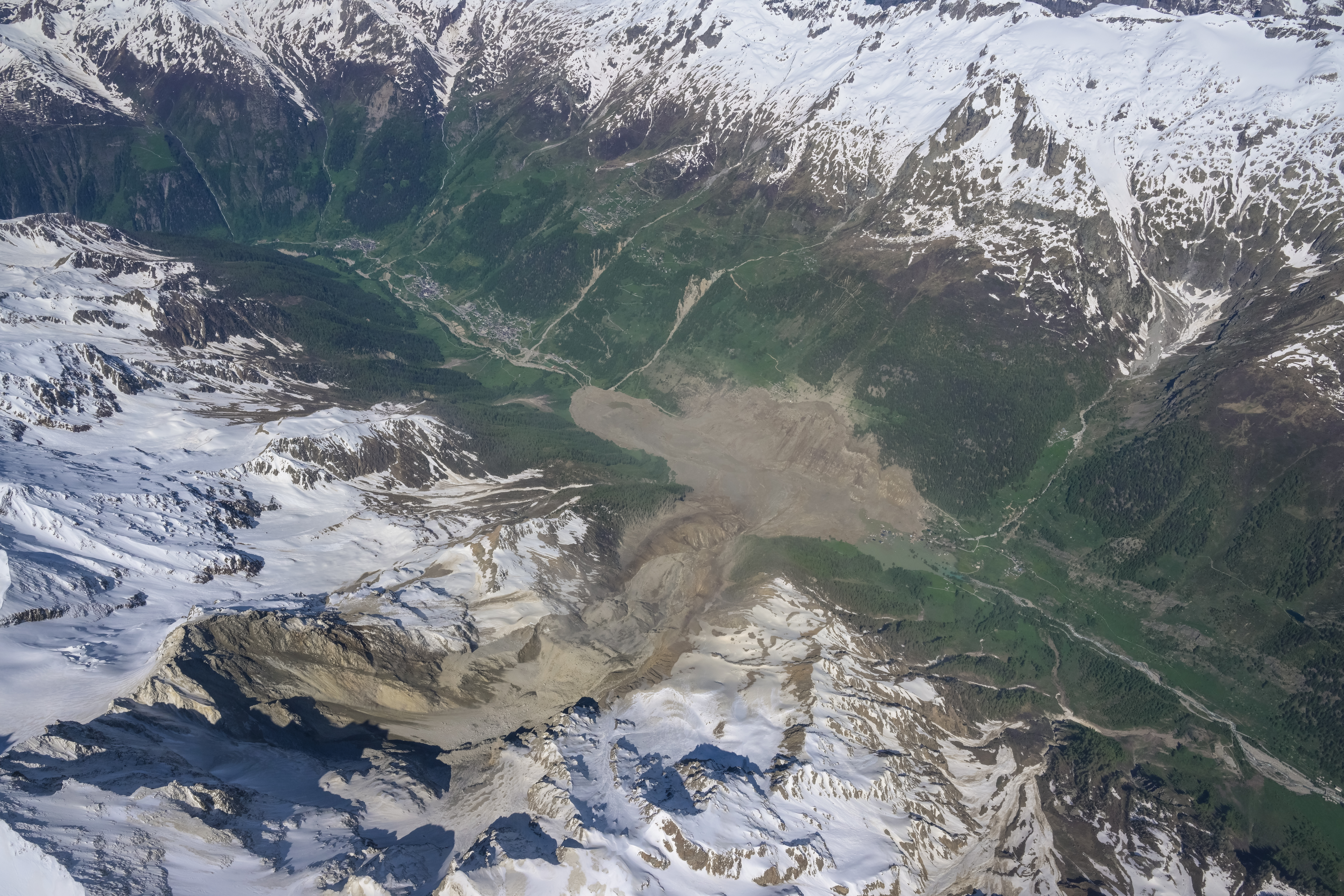
Übersicht des Bergsturzgebiets. Die Zone «Chruiterre» liegt ganz am oberen Rand der braunen Zone am Gegenhang

Gemäss dem Bundesinventar der Trockenwiesen und -weiden von nationaler Bedeutung bezweckt der Schutz solcher Bergwiesen die Erhaltung der spezifischen Pflanzen- und Tierwelt, der ökologischen Grundlagen und der für Trockenwiesen typischen Eigenart mit den verschiedenen Strukturelementen.
Ob das geschädigte Schutzgebiet in Zukunft als botanische Studienfläche auf dem freigelegten Boden dient, ist noch unklar.